# Вальгайм
Вальгайм (нім. Walheim) — громада в Німеччині, розташована на землі Баден-Вюртемберг. Підпорядковується адміністративному округу Штутгарт. Входить до складу району Людвігсбург.
Площа — 6,14 км2. Населення становить 3321 ос. (станом на 31 грудня 2020).